# Борецький Дмитро Ісаакович
Дмитро Ісаакович Борецький (? — 24 липня 1471, Стара Руса, Новгородська республіка) — новгородський державний діяч, посадник у 1471 році, старший син Марфи Борецької та новгородського посадника Ісаака Борецького.

## Життєпис
У 1470 взяв участь у поїздці в Угорщину, де таємно одружився з представницею роду Баторі на ім'я Анна, а також брав участь у посольстві до польського короля Казимира IV, направленому з метою укладення союзу проти загарбницької політики Московії. Під впливом матері приєднався до антимосковської партії, що діяла на користь союзу Новгорода з Казимиром IV.
У 1471 обраний статечним посадником у Новгороді. Дмитро зміг домогтися симпатії великого князя московського Івана III і в тому ж році був підвищений до московського боярина.
Однак військового зіткнення з Москвою уникнути не вдалося. Влітку 1471 року очолив новгородське ополчення в битві з московським військом на річці Шелонь, в якій був розбитий і потрапив у полон. За наказом Івана III був засуджений за зраду і обезголовлений в Руссі 24 липня 1471.

## Родина
Батьки: 
- Ісаак Борецький - новгородський посадник
- Марфа-посадниця.

Брати і сестри:
- Антон Пилипович - звідний брат (по матері), загинув під час мандрівки на біломорське узбережжя
- Фелікс Пилипович - звідний брат (по матері), загинув під час мандрівки на біломорське узбережжя
- Федір Ісаакович Борецький - молодший брат, заарештований московитами у 1476 році, відправлений у заслання до Мурома, де помер того ж року);
- Ксенія Ісааківна Борецька - сестра, наречена Мирослава, вождя повсталих новгородців.

Племінник: 
- Василь Федорович Ісаков-Борецький - у 1478 році разом з бабою був відправлений до заслання спочатку до Москви, а потім - у нє Нижній Новгород.